# Gibert Jeune
Gibert Jeune est une librairie fondée en 1886 par Joseph Gibert, quai Saint-Michel, dans le 5e arrondissement de Paris, emblématique du Quartier latin. Rachetée en 2017 par Gibert Joseph, Gibert Jeune est désormais une enseigne de la Librairie Gibert. 

## Historique
Deux ans après son arrivée à Paris en 1884, Joseph Gibert ouvre une librairie boulevard Saint-Michel. Auparavant bouquiniste sur le parapet du quai Saint-Michel, né le 18 février 1852 à Freycenet-la-Cuche, l'ancien professeur de lettres classiques au collège Saint-Paul de Saint-Étienne dispose dès lors d'un magasin, qui sera spécialisé dans la vente de livres scolaires d'occasion. 
Au moment même où Jules Ferry rend l'école gratuite et obligatoire, l'établissement prospère. En 1915, les deux fils Gibert succèdent à leur père à la tête de la librairie.
Le fils ainé reprend le magasin du boulevard et reste passe sous enseigne Librairie Joseph Gibert, le plus jeune crée la librairie Gibert Jeune[pas clair]. 

### La séparation
Ce n'est qu'en 1929 que l'aîné, Joseph, ouvrit sa propre librairie au 30 du boulevard Saint-Michel (l'actuelle papeterie).
Son cadet, Régis, conserve la librairie historique, quai Saint-Michel, qui prend alors le nom de Gibert Jeune. Gibert Jeune se développa ensuite autour de la place Saint-Michel, en étendant ses magasins sur plusieurs niveaux et en ouvrant de nouveaux espaces spécialisés à d'autres adresses.
Le 4 février 1986, la librairie est ravagée par une explosion revendiquée par le CSPPA (paravent du Hezbollah), faisant 5 blessés.
En 2015, le chiffre d'affaires de Gibert Jeune représentait environ 25 millions d'euros.

### La reprise
En avril 2017, Gibert Jeune et Gibert Joseph sont en discussion pour la reprise de Gibert Jeune, en difficulté financière, par Gibert Joseph.
En novembre 2017, l'Autorité de la concurrence autorise le rapprochement de Gibert Joseph et Gibert Jeune.
Un plan de sauvegarde de l’emploi a été officialisé le 4 décembre 2020 ; il résulte en 71 suppressions de postes liées à la fermeture de plusieurs magasins situés place Saint-Michel à Paris,.

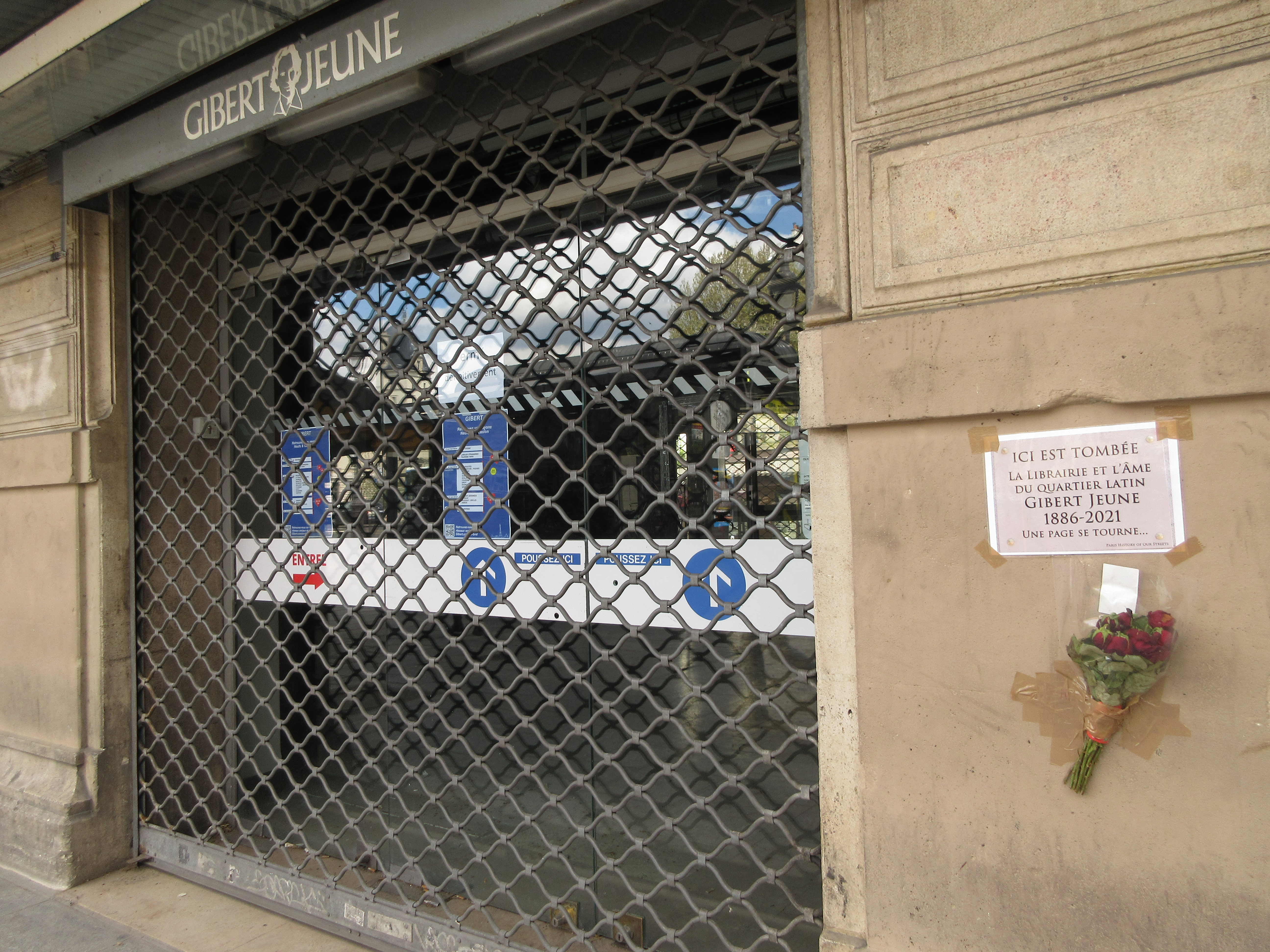
Plaque fait main en souvenir de Gibert Jeune (avril 2021).

Le magasin Gibert Jeune de la place saint-Michel ferme à la suite de la vente des murs par le propriétaire le 19 mars 2021. Les librairies du quai Saint-Michel spécialisées dans l'ésoterisme et dans L'Ecolecture restent ouvertes. 
En juin 2024, la librairie historique de l'enseigne Jeune, ouverte en 1934 et localisée au 15 bis boulevard Saint-Denis, annonce à son tour sa fermeture.

## Internet
Les produits vendus par les magasins sous enseigne Gibert Jeune sont disponibles sur le site www.gibert.com.
Le service de rachat est disponible dans les magasins du 27 quai Saint-Michel et dans le magasins du 15 bis boulevard Saint-Denis ou via l'application Gibert « Je Vends ». 

## Neuf magasins initiaux à Paris et leurs spécialités
- 23, quai Saint-Michel : Ésotérisme - Religions - Spiritualité
- 27, quai Saint-Michel : Scolaire, de la maternelle au baccalauréat - Bourse des livres
- 2, place Saint-Michel : Braderie - Achat lots
- 4, place Saint-Michel : Papeterie - Loisirs créatifs
- 5, place Saint-Michel : BD - Jeunesse - Beaux-arts - Guides, voyages & loisirs - Littérature - Sciences humaines - Histoire - Pochothèque
- 6, place Saint-Michel : Langues - Livres en V.O. - Lettres
- 10, place Saint-Michel : Droit - Économie - Gestion - Médecine - Sciences
- 15 bis, boulevard Saint-Denis : Librairie - Papeterie - Bourse des livres